# 朱鉴祠
朱鉴祠，位于中国福建省泉州市鲤城区鲤中街道升文社区西街甲第巷，建于1477年。祠堂的主人朱鉴官至山西都御史。2001年5月，朱鉴祠公布为第五批泉州市文物保护单位。